# ماك أو إس إكس ليون
ماك أو إس إكس ليون (بالإنجليزية: Mac OS X Lion)‏ (الإصدار 10.7 ؛ يتم تسويقه كـ Mac OS X 10.7 Lion) هو الإصدار الثامن الرئيسي لنظام التشغيل ماك أوس أكس (المسمى الآن ماك أوس)، ونظام تشغيل سطح المكتب وخادم أبل لأجهزة كمبيوتر ماكنتوش.
تم عرض معاينة لـ Mac OS X 10.7 Lion بشكل علني في حدث أبل الخاص "Back to the Mac" في 20 أكتوبر 2010. جلبت العديد من التطورات التي تم إجراؤها على نظام التشغيل آي أو أكس من أبل، مثل عرض للتطبيقات المثبتة بسهولة، لنظام ماك، وتتضمن دعمًا لمتجر برامج الماك، كما تم تقديمه في إصدار ماك أو إس إكس سنو ليوبارد 10.6.6. في 24 شباط 2011، تم عرض معاينة المطور الأول ليون (11A390) للمشتركين في برنامج مطورو آبل. تم أطلق النظام للتصنيع في 1 يوليو 2011. تليها إطلاقها النهائي عبر متجر ماك آب في 20 يوليو 2011. أبل ذكرت أكثر من مليون مبيع في اليوم الأول من صدوره. اعتبارا من أكتوبر 2011، باعت ماك أو إس إكس ليون أكثر من ستة ملايين نسخة في جميع أنحاء العالم.